# Faro (rivière)
Pour les articles homonymes, voir Faro.
 (août 2018).
Le Faro est une rivière à l'est de l'Adamaoua au Cameroun.

## Géographie

### Le Faro Supérieur
Le Faro est l'affluent le plus riche en apports tant solides que liquides du bassin supérieur de la Bénoué. Il prend sa source vers 1 500 m en plein cœur de l'Adamaoua dans la région de Tigneré et draine l'essentiel du plateau situé entre Ngaoundéré et Tigneré. À 100 km de sa source, après avoir reçu le Mbakana, le Manang et le Ro (dont le Rem est un affluent), le Faro va s'enfoncer dans le plateau en une vallée profonde. La pente est très forte : 11⁄1 000 sur 20 km, 3,4 ⁄1 000 sur les 50 suivants, 9⁄1 000 sur le bief amont de la Réserve d'Hippopotames qui s'achève par des chutes, 1,6 ⁄1 000 sur les 30 km qui suivent et marquent le débouché du Faro dans la pénéplaine, à 390 m d'altitude. 
Au cours de sa descente de l'Adamaoua, le Faro a reçu en rive gauche la Mere qui draine les flancs sud et est du Tchabal Gangdaba (1 960 m). Dans la pénéplaine, le Faro n'est plus qu'à 335 m d'altitude lorsqu'il reçoit les mayos Bigoe et Life issus des flancs nord du Gangdaba et seulement à 310 m pour les affluents de rive droite, mayos Doukoua et Bantadje qui drainent les régions sud du Massif de Poli. 
Depuis son arrivée dans la pénéplaine, le Faro a parcouru 50 km avec une pente moyenne encore forte de 1,5 ⁄1 000. La pente tombe à 1⁄1 000 sur les 50 km qui séparent le confluent de la Bantadje de celui du Mayo Déo. Sept kilomètres en amont de ce dernier, le Faro a reçu le Mayo Niali qui draine la partie centrale de la Réserve du Faro.

### Le Faro Inférieur

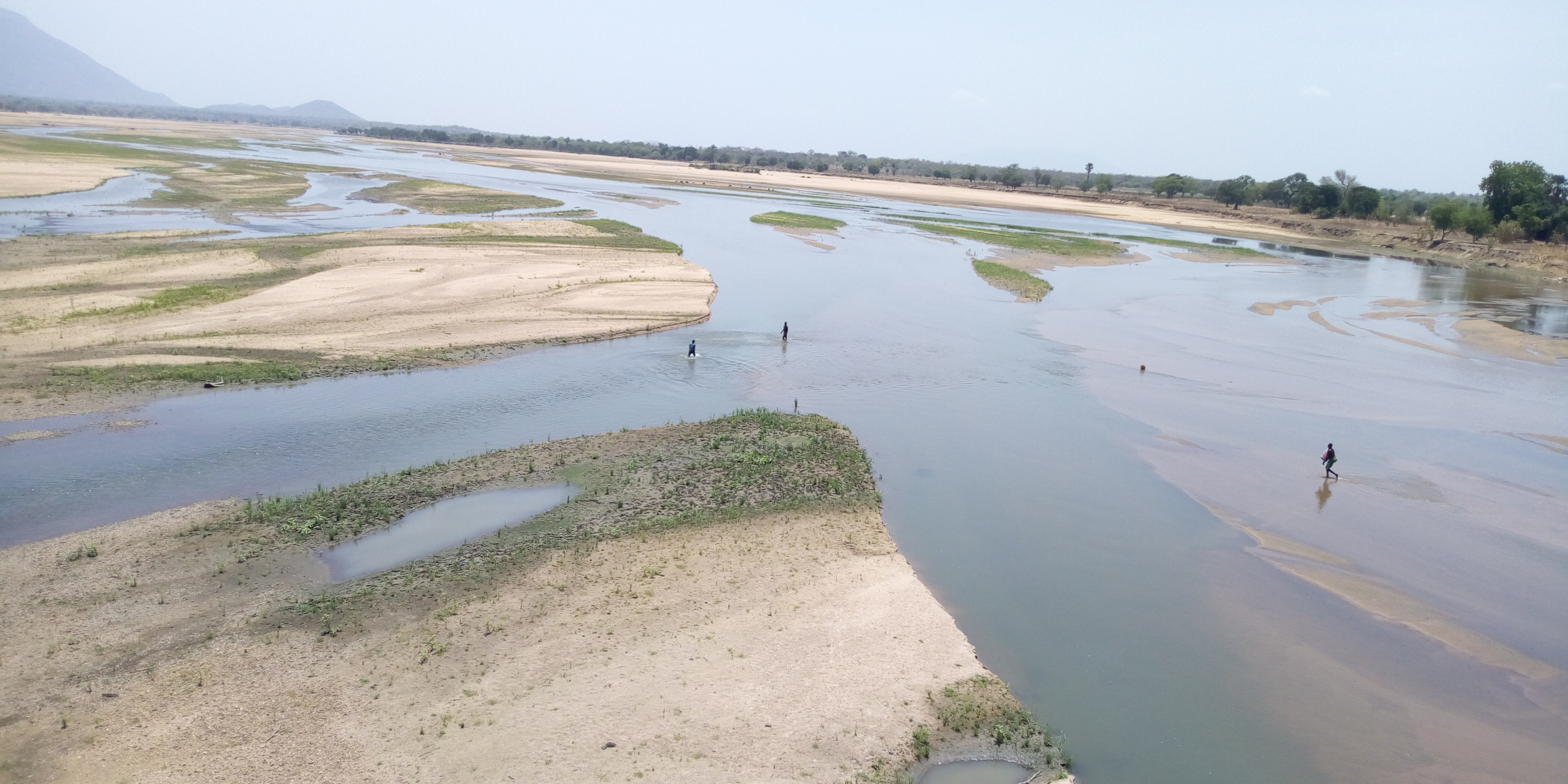
Le Faro en saison sèche.

Le confluent du Faro et du Déo est à 257 m d'altitude et à 20 km en amont de Tchamba. 
Le Faro est alors une puissante rivière de 800 m de large qui côule au pied des Monts Alantika qui le dominent de plus de 1 000 m tout au long de son cours. À l'est, les reliefs plus éloignés du Massif de Poli complètent l'image montagnarde du Faro. Quarante kilomètres en aval de Tchamba, la vallée du Faro s'élargit encore. De larges zones d'inondation apparaissent. Alors que la cote de la rivière passe en dessous de 200 m, le Faro se divise d'abord en deux bras, puis trois ; son lit majeur fait jusqu'à 7 kilomètres de largeur. La pente n'est plus que de 0,5 ⁄1 000 sur 50 km, avant de rejoindre la Bénoué. Alors, le Faro, peu profond et encombré d'îles, prend la physionomie générale rencontrée sur la Bénoué depuis Lagdo.
Le Faro rejoint la Bénoué à la frontière nigériane.